# Hansjörg Holzamer
Hansjörg Holzamer (* 9. Februar 1939 in Heppenheim; † 28. April 2019 ebd.), genannt Jake, war ein deutscher Leichtathletik-Bundestrainer (Bundestrainer für Weitsprung), Schriftsteller und pensionierter Oberstudienrat. Am bekanntesten wurde er durch seine Entdeckung und jahrelange Zusammenarbeit mit dem Hürdenläufer Florian Schwarthoff und dem Weitspringer Hans Baumgartner.

## Leben
Holzamer entstammte einer alten Lehrer- und Schriftstellerfamilie. Sein Großvater Wilhelm Holzamer war ein Vertreter des Jugendstils in Darmstadt, sein Vater Hans Detlev Holzamer, ein Dialektschriftsteller und Leiter der Bergsträßer Festspiele, wurde seit dem Zweiten Weltkrieg vermisst. Seit 1954 war er (mit einer Unterbrechung in den Jahren 1980 bis 1984) Trainer beim TV Heppenheim, zudem war er auch in seiner Jugend als Mehrkämpfer selbst aktiver Sportler.
Von 1959 bis 1966 studierte er an der Johann Wolfgang Goethe-Universität in Frankfurt am Main Soziologie, Geschichte, Deutsch und Bewegungslehre. Nach einem Referendariat in Gernsheim und Darmstadt war er von 1967 bis 2002 Lehrer, später Oberstudienrat und Verbindungslehrer an der Lichtenbergschule Darmstadt.

### Trainer
Bereits mit 15 Jahren rief Holzamer die Leichtathletikabteilung des TV Heppenheim ins Leben, dem später solch große Namen wie der Olympiazweite von 1972, Hans Baumgartner, und der Olympiadritte von 1996, Florian Schwarthoff, angehören sollten, die beide von Holzamer betreut wurden.
Holzamer selbst war in seiner Jugend erfolgreicher Mehrkämpfer. Einen Namen machte er sich jedoch als experimentierfreudiger Trainer und Querdenker. Die von ihm maßgeblich mitgeprägte Heppenheimer Sprint-, Hürden- und Sprungschule ist eine der erfolgreichsten Deutschlands.
Nach Schwarthoffs fatalem Sturz bei den Weltmeisterschaften 1995 in Göteborg erlangte eine bemerkenswerte Analyse Holzamers unter dem Titel „Das-Holzamer-Video“ einige Berühmtheit unter Leichtathleten.
Während er als Gymnasiallehrer seit August 2002 pensioniert war, arbeitete er bis zu seinem Tod als Leichtathletiktrainer beim TV Heppenheim und wurde 2018 für seine 70-jährige Mitgliedschaft geehrt.

### Lehrer
Holzamer studierte von 1959 bis 1966 an der Johann Wolfgang Goethe-Universität in Frankfurt Soziologie, Geschichte, Deutsch und Bewegungslehre. Ab 1967 arbeitet er neben seinen Leichtathletikverpflichtungen auch als Lehrer an der Lichtenbergschule in Darmstadt, wo er als Oberstudienrat und von 1973 bis 1995 als Verbindungslehrer fungierte. Von 1976 bis 1993 war er zudem Verbindungslehrer für die Stadt Darmstadt.

### Schriftsteller
1968 veröffentlichte er das Buch Das bunte Buch der Bergstraße, einst verfasst von seinem Vater Hans Detlev Holzamer.
Sein 1978 erschienenes Szenebuch Jakes Traum: Der Tod des Nichtschwimmers handelt von den Jugendlichen der Lichtenbergschule und den Auseinandersetzungen mit dem Kollegium und der Direktion. Eine Neuveröffentlichung erschien im September 2007 im buchfein-Verlag.
2005 erschien Der Flug der Libelle, ein Kriminal- und Heimatroman.
2009 erschien eine Neuausgabe des Buches Das bunte Buch der Bergstraße von Hans Detlev Holzamer, herausgegeben von Klaus Böhme und Hansjörg Holzamer.
2009 erschien das Buch Wilhelm Holzamer (1870–1907) – Schriftsteller zwischen Heimat und Weltbürgertum in Bildern, herausgegeben von Klaus Böhme und Hansjörg Holzamer.